# Nitazène

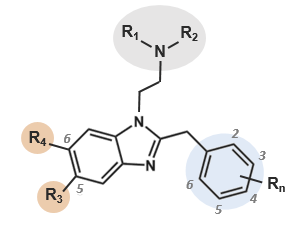
Structure chimique général des nitazènes

Les nitazènes sont une classe d'opioïdes synthétiques dotés d'une structure benzimidazole. Ils font partie des nouveaux produits de synthèse et plus précisément des nouveaux opioïdes de synthèse benzimidazolés avec la brorphine.
Ils sont synthétisés pour la première fois dans les années 1950 par l'entreprise CIBA en tant que potentiels médicaments analgésiques, et réapparaissent en 2019 sur le marché européen en tant que substance récréative, puis en 2021 en France, entraînant leur interdiction le 5 juillet 2024.
Comme beaucoup d'autres opioïdes synthétiques, les nitazènes se lient aux récepteurs opioïdes mu et peuvent présenter une puissance plusieurs centaines de fois supérieure à celle de la morphine. L'isotonitazène a par exemple 500 fois la puissance analgésique de la morphine. Bien que plusieurs substances de cette classe aient trouvé des applications dans la recherche, elles n'ont jamais été utilisées en médecine clinique en raison de leur risque élevé de dépression respiratoire et de décès,.
L'antidote est comme pour les autres opioïdes la naloxone, à dose plus élevée que pour les surdosages morphiniques ou au fentanyl. Leur mode de consommation le plus fréquent est par inhalation, mélangé avec du tabac ou par cigarette électronique.
Les nitazènes ne sont par ailleurs pas détectables par un dépistage urinaire classique.

## Historique

### Recherche (années 1950)
Ils sont synthétisés pour la première fois dans les années 1950 par l'entreprise CIBA en tant que potentiels médicaments analgésiques.
Ils ne sont cependant jamais développés plus en détails en raison d'une balance bénéfice-risque défavorable, donc d'un index thérapeutique très bas. Les nitazènes s'avèrent en effet avoir un risque très élevé de dépression respiratoire mortelle, effet indésirable commun à d'autres opioïdes, particulièrement marqué pour les nitazènes. 

### Détournement (à partir des années 2010)
Leur utilisation récréative est très sporadique entre les années 60 et le début des années 2000, avant de réapparaitre de façon nette en 2019-2020, principalement aux États-Unis, où l'isonitazène puis le métonitazène entraînent plusieurs overdoses.
Ils sont apparus en France d'abord en 2019 avec un cas isolé, puis plus largement au printemps 2023, d'abord à la Réunion puis en Occitanie. Ils sont principalement rapportés par les centres d'addictovigilance car les surdosages sont fréquents, dû à la forte puissance des nitazènes. L'agence nationale de sécurité du médicament (ANSM) en a interdit la production et la vente le 5 juillet 2024, après que plusieurs décès par surdosage ont été rapportés,,. Le Royaume-Uni a signalé plus de 400 décès par overdose liés aux nitazènes entre juillet 2023 et janvier 2025. En 2025, ils sont responsable de 50% des overdoses en Estonie, l'un des pays les plus touchés en Europe.

## Structure chimique
Les nitazènes ont une structure commune de benzimidazole, à laquelle est rattaché en position 2 un radical benzyle. Il s'agit donc de dérivés 2-benzyl-benzimidazole. La plupart ont également en position 3 du benzimidazole une éthylamine rattaché.
Ils sont hautement lipophiles, avec un logP moyen d'environ 4 : 3,4 pour le N-deséthyl-étonitazène, le moins lipophile et 5,2 pour le butonitazène, le plus lipophile. Cette lipophilie élevée facilite le passage membranaire et permet une augmentation de leur efficacité par rapport à des opiacés plus hydrophile.

## Pharmacologie

### Métabolisation
La métabolisation des nitazènes dépend de chaque molécule. Chez l'être humain, les principales voies de dégradation sont la N-dééthylation et, dans le cas des 4'-éthers, la O-désalkylation. Les composés 4'-hydroxy sont éliminés plus rapidement dans les urines, en raison de leur hydrophilie plus élevée. Ils sont ainsi détectables dans les urine pour les tests toxicologiques. Les composés N-dééthylés sont quant à eux détectable dans le sang et peuvent servir de biomarqueurs en toxicologie. 
La réduction du groupement chimique nitro parfois situé en position 5 du benzimidazole se produit de manière extrahépatique, et il résulte probablement d'une métabolisation par des bactéries de la flore intestinale. Les molécules qui sont bioconjugués sont excrétés en tant que O-glucuronides, sous diverses formes.
Le CYP3A4 ou le CYP2C8 sont probablement impliqués dans la N-dééthylation.

## Liste des nitazènes
- Étonitazène
- Desnitazène
- Métodesnitazène (métazène)
- Métodesnitazépyne
- Étodesnitazène (étazène)
- Étodesnitazépyne
- Étodesnitazépipne
- Protodesnitazène
- Isotodesnitazène
- Éthylène nitazène
- Méta-métonitazène
- Métonitazène
- Métonitazépyne
- Metonitazepipne
- N-déséthylmétonitazène
- Métométhazène
- Dimétonitazène
- α-méthyl-métonitazène
- α-méthyl-étonitazène
- α-hydroxy-étonitazène